# Lentin tigré
Pour les articles homonymes, voir Lentin.
Lentinus tigrinus
Espèce
Le lentin tigré (Lentinus tigrinus), est une espèce de champignons basidiomycètes de la famille des Polyporaceae, venant souvent en touffes sur troncs et souches de divers feuillus, surtout peupliers et saules.
Basionyme : Agaricus tigrinus Bull. 1782

## Description
Le chapeau, de forme variable, est reconnaissable grâce à ses squamules brun-noir qui le recouvrent.
Un anneau cortiniforme est présent sur le pied dans la jeunesse. Les lames sont crème à blanc jaunâtre. La saveur est agréable et l'odeur rappelle un peu celle du beurre. C'est un comestible assez agréable à l'état jeune mais qui devient coriace à l'âge adulte, il faudra, lors de la récolte, rejeter les exemplaires plus âgés. Le pied, filandreux et coriace, est de toute façon à rejeter.
Il a longtemps été confondu avec le Tricholome moucheté (Tricholoma pardinum), une espèce de la famille des Tricholomataceae.

## Répartition
L'espèce est cosmopolite, on la rencontre dans le domaine holarctique dans les zones chaudes à tempérées.